# Vlag van Zwartewaal

Vlag van de gemeente Zwartewaal
(19e eeuw-1962, 1969-1980)

Vlag van Zwartewaal
(1962-1969)

De vlag van Zwartewaal is op 22 december 1969 bij raadsbesluit vastgesteld als de gemeentevlag van de Zuid-Hollandse gemeente Zwartewaal. De vlag kan als volgt worden beschreven:
Oranje, met in het midden een zwarte hoofdletter Z.
De vlag verving een eerdere vlag uit 1962 en drukt de oranjegezindheid van de bevolking van Zwartewaal uit. Hij werd als scheepsvlag al meer dan honderd jaar gevoerd.
Op 1 januari 1980 werd de gemeente opgeheven. Zwartewaal kwam, samen met Vierpolders, onder de gemeente Brielle te vallen. De vlag kwam daardoor als gemeentevlag te vervallen. Sinds 2023 valt Zwartewaal onder de gemeente Voorne aan Zee.

## Eerdere vlag
Op 6 april 1962 werd de volgende vlag bij raadsbesluit als gemeentevlag van Zwartewaal vastgesteld:
Oranje, met in het midden een hoofdletter Z en een kanton van vijf even lange witte en rode banen.
De witte en rode banen stellen het gemeentewapen voor.

## Verwante afbeeldingen

Het wapen van Zwartewaal

Alkemade 
· Ameide 
· Ammerstol 
· Arkel 
· Asperen 
· Benthuizen 
· Bergambacht 
· Bergschenhoek 
· Berkel en Rodenrijs 
· Bernisse 
· Binnenmaas 
· Bleiswijk 
· Bleskensgraaf en Hofwegen
· Bodegraven 
· Boskoop
· Brielle 
· Cromstrijen 
· De Lier 
· Delfshaven 
· Dirksland 
· Everdingen 
· Geervliet 
· Giessenburg 
· Giessenlanden
· Goedereede 
· Goudswaard 
· Graafstroom 
· 's-Gravendeel 
· 's-Gravenzande 
· Groot-Ammers
· Hagestein 
· Haastrecht 
· Hazerswoude 
· Heenvliet 
· Heerjansdam 
· Hei- en Boeicop
· Heinenoord
· Hellevoetsluis 
· Hillegersberg
· Jacobswoude
· Kamerik
· Korendijk
· Koudekerk aan den Rijn
· Krimpen aan de Lek
· Langerak
· Leerdam
· Leidschendam
· Leimuiden
· Lexmond
· Liemeer
· Liesveld
· Maasland
· Middelharnis
· Mijnsheerenland
· Moerhuizen
· Moerkapelle
· Molenwaard
· Monster
· Moordrecht
· Naaldwijk
· Nederlek
· Nieuw-Beijerland
· Nieuwerkerk aan den IJssel
· Nieuw-Lekkerland
· Nieuwpoort
· Nieuwveen
· Noordwijkerhout
· Nootdorp
· Numansdorp
· Oostflakkee
· Oostvoorne
· Oud-Alblas
· Oud-Beijerland 
· Oude-Tonge 
· Oudenhoorn 
· Ouderkerk 
· Ouderkerk aan den IJssel
· Overschie
· Piershil 
· Pijnacker 
· Poortugaal 
· Puttershoek 
· Reeuwijk 
· Rhoon 
· Rijnsaterwoude 
· Rijnsburg 
· Rijnwoude 
· Rockanje 
· Rozenburg 
· Sassenheim 
· Schelluinen 
· Schipluiden 
· Schoonhoven 
· Schoonrewoerd 
· Sommelsdijk 
· Spijkenisse 
· Streefkerk 
· Strijen 
· Ter Aar 
· Valkenburg 
· Vianen 
· Vierpolders 
· Vlist 
· Voorburg 
· Voorhout 
· Warmond 
· Wateringen 
· Westmaas 
· Westvoorne 
· Woerden 
· Woubrugge 
· Zederik 
· Zevenhoven 
· Zevenhuizen 
· Zevenhuizen-Moerkapelle 
· Zuid-Beijerland 
· Zuidland 
· Zwammerdam 
· Zwartewaal